# José Cababá
José Julián Cababa García (Santa Cruz de la Sierra, 22 de febrero de 1990) es un exfutbolista boliviano. Jugaba como delantero.

## Clubes
| Club      | País    | Año           |
| --------- | ------- | ------------- |
| Blooming  | Bolivia | 2009-2011     |
| Guabirá   | Bolivia | 2011-2012     |
| Petrolero | Bolivia | 2012-presente |